# وينستون بينيت
وينستون بينيت (9 فبراير 1965 بلويفيل في الولايات المتحدة - ) (بالإنجليزية: Winston Bennett)‏ هو مدرب كرة سلة ولاعب كرة سلة أمريكي في مركز هجوم صغير الجسم. لعب مع ميامي هيت.

## وصلات خارجية
- وينستون بينيت على موقع إن بي أي (الإنجليزية)
- وينستون بينيت على موقع سبورتس رفرنس (الإنجليزية)
- وينستون بينيت على موقع كلية كرة السلة في سبورتس رفرنس.كوم (الإنجليزية)
- وينستون بينيت على موقع ريلجم (الإنجليزية)
- وينستون بينيت على موقع بروبوليرز (الإنجليزية)
- وينستون بينيت على موقع سبورتس رفرنس (الإنجليزية)